# Alexandros Margaritis
Alexandros Margaritis (griechisch Αλέξανδρος Μαργαρίτης, * 20. September 1984 in Bonn) ist ein ehemaliger deutsch-griechischer Automobilrennfahrer. Von 2005 bis 2007 war er in der DTM Werksfahrer für Mercedes-Benz.

## Karriere
Margaritis feierte sein Debüt im Motorsport wie so viele in Deutschland ansässigen Talente im benachbarten, kostengünstigerem Ausland: So belegte er mit 13 Jahren den zweiten Rang in der niederländischen FSA Kart-Meisterschaft. 1999 folgte ein vierter Platz im Deutschen Kart-Junior-Cup. Von dort aus wechselte er erstmals ins Monoposto-Lager, wo er 2002 in der Formel BMW den 14. Gesamtrang belegte. In den beiden folgenden Jahren fuhr er ohne herausragende Erfolge in der Formel-3-Euroserie.
2005 engagierte ihn das Privatteam Mücke Motorsport für die DTM, wo er einen AMG-Mercedes C-Klasse des Vorjahres pilotierte. Eines seiner besten Rennen war der Auftakt der DTM-Saison-2006 auf dem Hockenheimring, als er nach einem 12. Platz in der Qualifikation einen 5. Platz im Rennen erzielte, obwohl er im Verlauf des Rennens von seinem ehemaligen Teamkollegen Stefan Mücke, Sohn des oben erwähnten Teameigners Peter Mücke, im harten Rennduell beinahe aus dem Rennen gedreht wurde. Damit war er beim Saisonauftakt der beste Fahrer des Mercedes-Benz-Lagers mit einem Vorjahresmodell, wobei er auch prominentere Fahrer wie Jean Alesi oder höher eingeschätzte wie Stefan Mücke hinter sich ließ. Zum Ende der Saison 2007 gab er seinen Rücktritt aus der DTM bekannt.

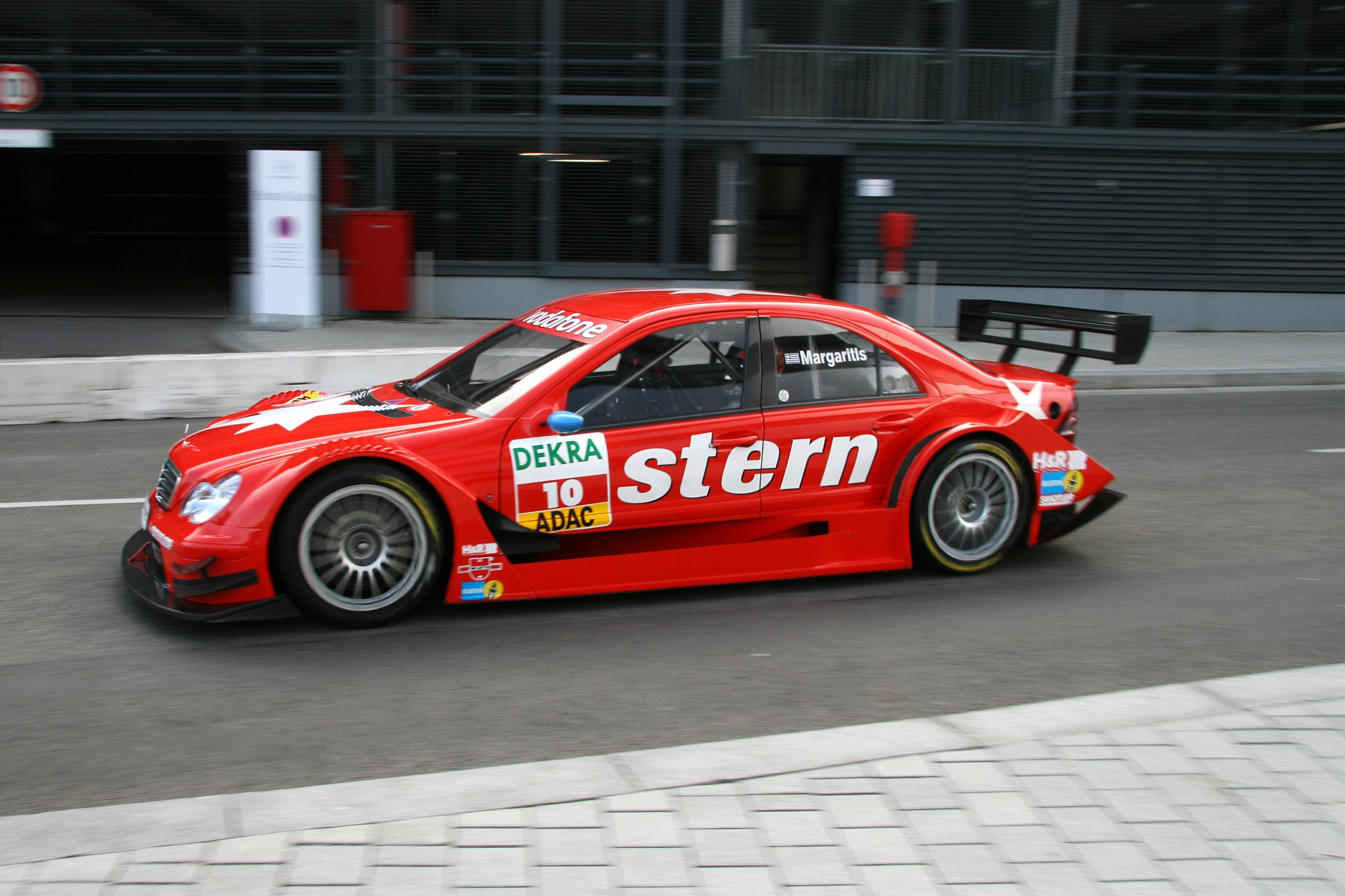
Alexandros Margaritis in der DTM C-Klasse (W203) der Saison 2007

Im Jahr 2008 fuhr Margaritis das 24h-Rennen in Spa auf einer Corvette C6.R des in Meuspath am Nürburgring beheimateten Team Phoenix Racing.
Im Jahr 2011 startete er für das Team Engstler im ADAC GT Masters auf einem BMW ALPINA B6 GT3 und gewann gemeinsam mit seinem Teamkollegen Dino Lunardi die Fahrerwertung.

## Statistik

### Karrierestationen
- 2000: Formel BMW ADAC (Platz 19)
- 2001: Formel BMW ADAC (Platz 8)
- 2002: Formel BMW ADAC (Platz 14)
- 2002: Formel Renault 2.0 Italien Winterserie (Platz 3)
- 2002: Formel Renault 2.0 Deutschland (Platz 12)
- 2002: Formel Renault 2.0 Eurocup
- 2003: Formel-3-Euroserie (Platz 13)
- 2003: Formel-3-Masters
- 2004: FIA-GT-Meisterschaft
- 2004: Formel-3-Masters (Platz 21)
- 2004: Formel-3-Euroserie (Platz 13)
- 2005: DTM
- 2006: DTM (Platz 11)
- 2007: DTM (Platz 10)
- 2008: FIA GT – GT1
- 2010: FIA-GT3-Europameisterschaft (Platz 13)
- 2010: FIA-GT1-Weltmeisterschaft (Platz 7)
- 2011: 24h Nürburgring – SP9 GT3 (Platz 5)
- 2011: ADAC GT Masters (Platz 1)
- 2012: VLN Endurance (Platz 560)
- 2012: 24h Nürburgring – SP9 GT3
- 2012: ADAC GT Masters (Platz 18)
- 2013: VLN Endurance – SP9